# Папуџија
Папуџија је занатлија који се бави ручном израдом папуча. Папуџијски занат спада у ред старих заната који нестају. Данас се ручном израдом папуча баве само малобројни мајстори који израђују традиционалне моделе који се углавном продају као сувенири, део традиционалне народне ношње и за сличне потребе, а неки стари мајстори данас папуче израђују само по поруџбини. Њихов посао најпре су преузели обућари, а касније је преовладала индустријска производња обуће.
Сродни папуџијском су кломпарски, чизмарски (или чизмаџијски) и обућарски занат.

## Етимологија
Реч „папуча” има корен у арапској речи „бабуш“ или персијској „папуш“, а на наше просторе је дошла са Османлијама, као и саме папуче.

## Израда папуча
Машинска израда обуће далеко је лакша, бржа и јефтинија, па су самим тим ручно рађени производи скупљи. У томе и лежи један од разлога гашења овог заната, упркос чињеници да су овако израђене папуче далеко квалитетније.

### Ручна израда папуча
Данас папуџије своје производе израђују углавном од природних материјала, што такође поскупљује производ. При изради често не користе ни хемикалије које се користе у индустрији, како би се кожа лакше обликовала. За ђонове се користе најчешће кожа или дрво, док се за горњи део користе кожа, вуна, сомот, плиш. Папуче израђене од коже често су дуговечне, често отпорне и на временске неприлике, док су с друге стране неки модели уникатни, украшени везом, па мајстори морају знати и тај занат. Оне јефтиније праве се од тканина са машински већ извезеним узорком.
Папуџија цео процес производње обавља ручно. Сваки пар папуча прави посебно, од кројења, преко веза до финалног производа. Када је реч о нанулама, папучама са дрвеним газиштем, и код њих се све ради ручно, а дрвени делови се тешу од сирове буковине брадвом и секиром. Време које је потребно да би се израдо један пара папуча зависи од сложености модела и техника израде. За израду једног пара папуча најчешће је потребан један дан, али за финије и скупље моделе посао може трајати и три до четири дана. За израду папуча користи се алат који је углавном исти за све занате у којима је кожа главна сировина.
Занимљив је податак да су код старих калупа за папуче леви и десни били потпуно једнаки. Разлог за то одувек је била висока цена материјала и израде и самим тим потреба да оне што дуже трају. Због тога су у прошлости људи, када би се увече пред спавање изули, поред кревета заменили места папучама. Сутрадан би носили на левој нози ону коју су јуче на десној и обрнуто и тако би продужили век обуће.

### Машинска израда папуча
Папуџије своје производе могу израђивати и машински, што донекле појефтињује производ, али је и даље захтеван посао, а су улагања у опрему су прилично велика. Првенствено је потребна шиваћа машина, а осим ње паспул машина, штанц машина, преса и брента (трачна тестера) на којој се обрађује дрво. За машинску израду једног пара папуча потребно око три сата. Постоје, наравно, и једноставни модели, израђени само од текстила. За њихову израду не треба пуно улагања, па је и сам производ приступачан свакоме.

## Историја
Ношење папуча увек је, кроз историју, било тесно повезано са културом становања. Обућа се још у древним цивилизацијама разликовала према намени. Строго је била одвојена обућа која се носила напољу од оне која се носила у кући или храму и  ношење обуће у кући или храму, а која није намењена овим просторима, сматрало се богохуљењем. Такав однос према кући и храму задржао се кроз историју у све три монотеистичке религије. Тако настају папуче — обућа која се носила искључиво у кући или око ње. Култура ношења папуча на балканске просторе дошла је са Османлија, када се оснивау градови левантског типа, у којима су привредни и породични живот у махали јасно одвојени. Тако су папуче, као обућа везана за интимни унутрашњи простор, постале синоним за културу становања у граду или за градску културу.
Османлије су извршиле организовање заната у еснафе и занатлије су се томе прилагодили. Папуџије се, у Босни на пример, у писаним изворима први пут спомињу 1530. године. У њима се види да их је тада било мало, али је њихов број до половине 16. века знатно порастао. Папуџијски занат, заједно са чизмарским, припадао је чизмеџијском еснафу. Занатлије истог еснафа били су смештени у посебну чаршију која се звала чизмеџијска чаршија, мада је било радионица и у другим дијеловима града. Саме радионице налазиле су се углавном по собама изнад дућана и магаза у којима су папуче и продаване. Заштитик и слава овог занатског еснафа обућара и прерађивача коже код православних верника је Свети Спиридон. Од 1869. године у Трсту постоји храм посвећен овом светитељу који припада Српској православној цркви.
Папуџијски занат је некада, када су папуче биле главна обућа средњег друштвеног слоја, био веома уносан. Познато је да је Влајко Каленић, београдски добротвор који је сву своју земљу поклонио граду, свој први иметак стекао управо бавећи се обућарским и папуџијским занатом. На попису зрењанинских занатлија може се видети да су у овом граду током 18. века радили само чизмари, њих десетак, док других произвођача обуће није било. Током времена број чизмара се веома увећао, а неки су се упоредо бавили и производњом ципела. Тако је током 19. века зрењанин имао више од 20 чизмара, десетак обућара и само 4 папуџије.
Цена квалитетних ексклузивних папуча, какве су на пример сарајевске папуче везене срмом, некада се одређивала према цени јагњета. Једно јагње је коштало као добра кошница пчела, а једна кошница као пар оваквих папуча. Ове ове папуче део су традиције. Постојао је обичај да свекрва својој новој снаји, када дође у кућу, поклони једне овакве овакве папуче. Те папуче млада жена носила је само у свечаним приликама као што су Бајрам, рођење дјеце или Мевлуд. Данас је умеће израде сарајевске папуче уврштено је на листу нематеријалног културног наслеђа Кантона Сарајево.

## Традиција
Папуџијски занат данас се најчешће учи у породици и преноси се с колена на колено. Тако у Сарајеву, главном граду Босне и Херцеговине, постоји још само једна папуџијска радња, која у власништву исте породице послује више од 200 година, а први писани траг о томе датира из 1823. године. Попут Сарајева и бројни други градови и области имају своје карактеристичне моделе, па су тако познате и сегединске папуче, буњевачке и шокачке папуче из Бачке и све су оне уникатни производи врхунског квалитета. Упркос томе стари мајстори често немају наследника у послу, а папуџијски занат је данас чувар традиције и фолклора. Тако је, на пример, у Сомбору почетком 19. века било чак 13 мајстора папуџија, а 2017. године само један, који није имао ученика.
Знање и вештина израде сарајевских папуча уврштени су на листу нематеријалног културног наслеђа Кантона Сарајево.

## Спољашњи извори
- Момчиловић, М. (19. 1. 2010). „Нема више абаџија и мутавџија”. Политика. Приступљено 2. 3. 2023.
- Manojlović, Miroljub (19. 4. 2005). „Zanati u Požarevcu krajem XIX i početkom XX veka”. Zavičajni muzej Petrovac na Mlavi. Приступљено 2. 3. 2023.